# Chillargi, Bidar
Chillargi là một làng thuộc tehsil Bidar, huyện Bidar, bang Karnataka, Ấn Độ.